# Натальская трава
Ната́льская трава́ (лат. Melínis répens) — травянистое растение, вид рода Мелинис (Melinis) семейства Злаки (Poaceae).
Кормовое растение родом из Африки, широко культивируемое в субтропических регионах мира.

## Ботаническое описание

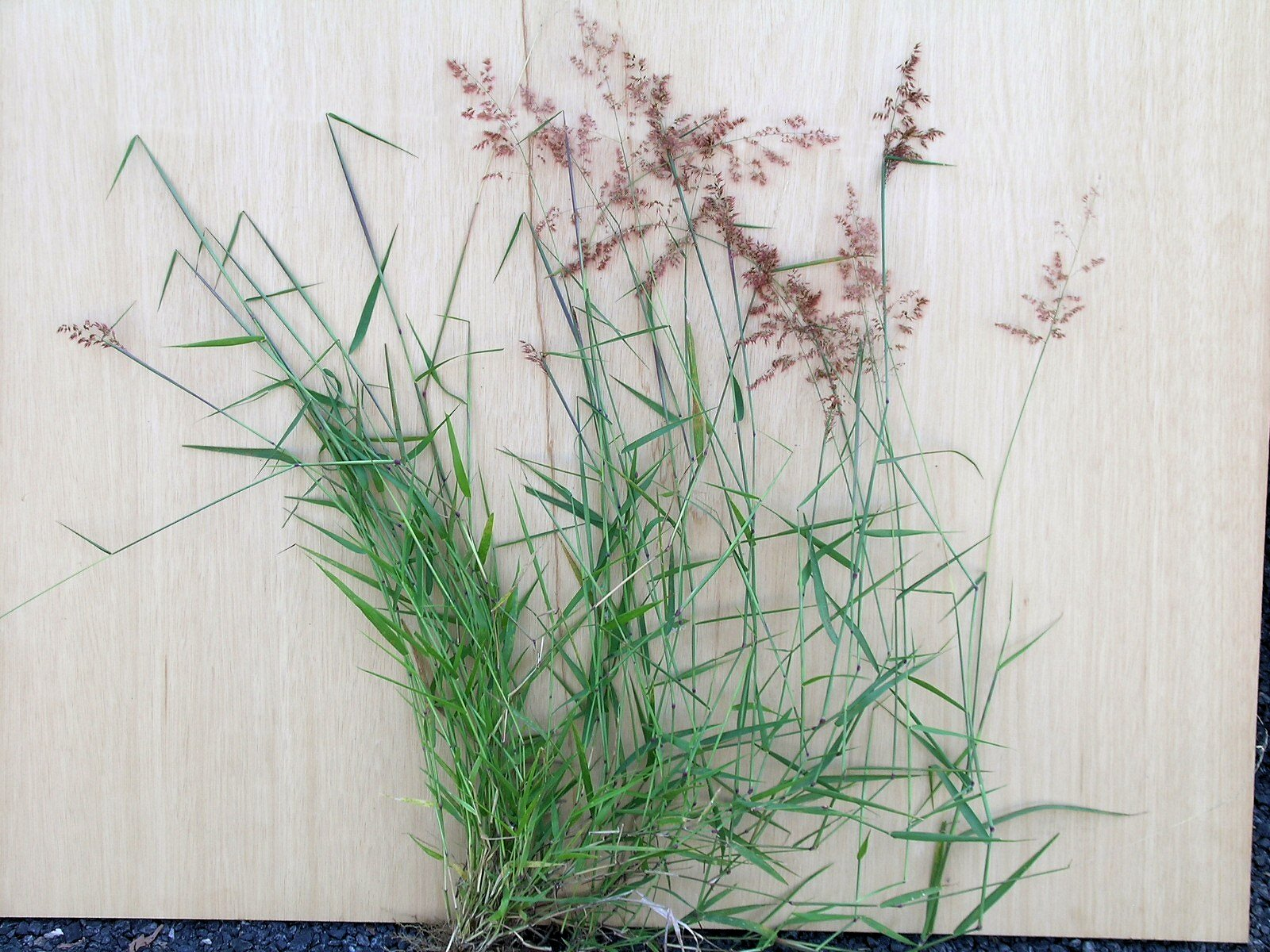
Общий вид растения

Однолетнее или рыхлодерновинное многолетнее травянистое растение. Стебли 20—150 см высотой, коленчато-восходящие, укореняющиеся в узлах, голые.
Листья линейные, пластинка плоская или вдвое сложенная, 5—30 см длиной и 0,2—1 см шириной, на верхушке заострённая. Влагалище свободное, с волосками со вздутием в основании, реже голое. Язычок в основании пластинки плёнчатый, по краю реснитчатый.
Соцветие — сильно разветвлённая метёлка, яйцевидная или продолговатая в очертании, 5—20 см длиной, серебристо-розовая или фиолетовая. Колоски 2—4,5 мм длиной, яйцевидные, покрытые шелковистым опушением до 6—8 мм длиной, придающим им фиолетовую окраску, со временем выцветающим. В колосках по два цветка — нижний тычиночный, верхний обоеполый, беловатый. Нижняя колосковая чешуя узко-продолговатая, 0,3—1,5 мм длиной, с одной жилкой. Верхняя колосковая чешуя выемчатая, заострённая или с короткой остью до 1 мм длиной, с пятью жилками.
Плоды — зерновки около 1,3 мм длиной, светло-коричневого цвета.

## Распространение
Родина растения — Африка (точные границы естественного ареала не установлены, предположительно — Южная Африка). В настоящее время обладает пантропическим распространением.

## Значение
Кормовое растение, выращиваемое в тропических регионах на зелёный корм и на сено.
Также сорное растение, в ряде штатов США (завезено в 1866 году) и Австралии (завезено в 1870-х годах) и стран Центральной Америки признанное опасным инвазивным видом.

## Таксономия и систематика

### Синонимы
- Erianthus repens (Willd.) P.Beauv., 1812
- Melinis rosea (Nees) Hack., 1901
- Monachyron roseum (Nees) Parl., 1850
- Panicum roseum (Nees) Steud., 1854, nom. illeg.
- Panicum teneriffae var. roseum (Nees) F.M.Bailey, 1888
- Rhynchelytrum repens (Willd.) C.E.Hubb., 1934
- Rhynchelytrum roseum (Nees) Stapf & C.E.Hubb. ex Bews, 1929
- Saccharum repens Willd., 1797basionym
- Tricholaena repens (Willd.) Hitchc., 1936
- Tricholaena rosea Nees, 1841

и другие.